# Hamidou Arouna Sidikou
Hamidou Arouna Sidikou (* 4. März 1946 in Niamey; † 12. Januar 2015; auch Hamidou Harouna Sidikou) war ein nigrischer Geograph und Politiker.

## Leben
Hamidou Arouna Sidikou ging auf die École Nord und das Collège d’Enseignement Général in Niamey zur Schule, gefolgt von einem Besuch der Ecole Normale de Zinder, die er 1967 mit dem Baccalauréat abschloss. Er studierte von 1967 bis zu seiner Maîtrise 1971 Geographie an der Universität Abidjan. Er arbeitete für kurze Zeit als Lehrer für Geschichte und Geographie am Lycée National de Niamey. 1973 promovierte er an der Universität Rouen in Geographie.
Arouna Sidikou wirkte von 1973 bis 1974 als Schuldirektor des Lycée Amadou Kouran Daga in Zinder. Ab 1974 war der an der Universität Niamey tätig, wo er zum ersten aus Niger stammenden Universitätsprofessor für Geographie aufstieg. Er habilitierte sich 1981 an der Universität Rouen und leitete von 1981 bis 1985 das Forschungsinstitut für Humanwissenschaften (IRSH) der Universität Niamey. Von 1986 bis 1988 war er Ständiger Sekretär des Komitees zur Ausarbeitung eines Gesetzbuches für den ländlichen Raum.
Hamidou Arouna Sidikou wurde 1988 als Nachfolger von Abdou Hamani Rektor der Universität Niamey. In dieser Funktion löste ihn 1990 Alhassane Yénikoye ab. Staatspräsident Ibrahim Baré Maïnassara holte ihn 1996 als Minister für Hochschulwesen und Forschung in die Regierung unter Premierminister Boukary Adji. Arouna Sidikou verließ die Regierung 1997, seine Ressorts übernahm Sanoussi Jackou. Danach war er bis 2002 in leitender Funktion für die Internationale Organisation der Frankophonie tätig.
Hamidou Arouna Sidikou war mit der Biologin Ramatou Sidikou verheiratet und hatte vier Kinder.

## Schriften
- Sédentarité et mobilité entre Niger et Zgaret (= Études nigériennes. Nr. 34). IFAN, Niamey 1974.
- Niamey. In: Les cahiers d’outre-mer. Revue de géographie de Bordeaux. Vol. 28, 1975, ISSN 0373-5834, S. 201–217.
- mit Philippe Claude Chamard: Géographie du Niger. Nouvelles éditions africaines, Dakar 1976.
- The Zarma people of the Zarmaganda: their adaptive strategy, and its limits, in the face of the current drought (1965–1976). In: G. Jan van Apeldoorn (Hrsg.): The aftermath of the 1972–74 drought in Nigeria. Proceedings of a Conference held at Bagauda, April 1977. Federal Department of Water Resources and the Centre for Social and Economic Research, Ahmadu Bello University, Zaria 1978, S. 51–67.
- Les pays du Soudan central. La spécificité des facteurs géographiques. In: Yusuf Fadl Hassan, Paul Doornbos (Hrsg.): The Central Bilād Al-Sūdān. Tradition and adaptation. El Tamaddon Press, Khartum 1979, S. 65–93.
- mit Edmond Bernus: Atlas du Niger. Jeune Afrique, Paris 1980, ISBN 2-85258-151-5.
- Niamey : étude de géographie socio-urbaine. Thèse pour le Doctorat d’Etat de géographie. Université de Rouen, Rouen 1980.
- The desert as a way of life. In: UNESCO Courier. Nr. 6, Juni 1987, S. 16–19.
- Etude complémentaire du développement intégré de la zone pastorale dans les arrondissements de Tchintabaraden, Abalak, Tchirozérine et Dakoro. Volet socio-économique. BRGM, Niamey 1992.
- mit Modibo Chahir Walidou und Jean Claude Maliboungou: Etude sur l’impact socio-économique du barrage de la Mbali sur les populations rurales environnantes. DSAD, Bangui November 1994.
- mit Abdou Bontianti: Gestion des déchets à Niamey. L’Harmattan, Paris 2008, ISBN 978-2-296-06483-6.